# J
J أو j هو الحرف العاشر من حروف الأبجدية اللاتينية والمستخدَم في عدد كبير من الأبجديات المنبثقة عنها كالأبجدية الإيطالية والفرنسية وغيرها من أبجديات لغات أورُبَّا الغربية وفي أبجديات لغات غير أوربية. يدعى في اللغة اللاتينية «i longa» (i الطويل) أو «i consonans» (i الصامت) في إشارة إلى أنه في الأصل مشتق من حرف i. هذا الحرف في أصله شكل منمق لحرف i .

## استعماله وطريقة لفظه

### في اللغات الرومية
كان الأصل في اللغة اللاتينية نطق حرف ⟨j⟩ كنطق الياء، ثم أضحى في بناتها من اللغات الرومية حرفا رَخْوًا أو قريبا من ذلك.